# Margherita Buy
Margherita Buy (Roma, 15 de enero de 1962) es una actriz y directora italiana, ampliamente considerada una de las mejores de su país. Ostenta el récord de premios en la industria italiana: siete David di Donatello, ocho Nastri d'argento, cinco Globos d'oro y trece Ciak de oro. Además ha ganado el Premio Pasinetti en el Festival Internacional de Cine de Venecia, la Concha de Plata a la mejor actriz en el Festival Internacional de Cine de San Sebastián, el Premio a la Mejor Actriz en el Festival Internacional de Cine de Moscú y en el Bari International Film Festival, un Premio Flaiano, un Premio Vittorio De Sica y el premio a la carrera del Festival de Cine Italiano de Madrid.
Es reconocida por su trabajo en películas como Maldito el día en que te encontré (1992), El hada ignorante (2001), Caterina en Roma (2003), No basta una vida (2005), Giorni e nuvole (2007), Habemus Papam (2011), Mia madre (2015), 7 mujeres y un misterio (2021), entre otras. 

## Perfil de la actriz
Después de un largo periodo de estudios en la Academia de Arte Dramático, realizó su primer papel en la película de Duccio Tessari Una grande storia d'amore (1986). A continuación siguió participando en dos películas de Daniele Luchetti, tituladas Domani accadrà (1988) y La settimana della sfinge (1990). A raíz de su interpretación en esta última película, ganó la Concha de Oro en el Festival Internacional de Cine de San Sebastián.
Después de este premio, interpretó a la heroína de la película de Sergio Rubini La Stazione, una obra maestra de cine italiano por la cual ganó su primer premio David di Donatello como actriz principal, en 1990. Después de La Stazione, se mantuvo en lo alto del cine italiano con películas como la del director Carlo Verdone, titulada Maledetto il giorno che ti ho incontrato (1992). También protagonizó Arriva la bufera, en 1992, del director Daniele Luchetti, y trabajó con Mario Monicelli en las películas Facciamo paradiso, de 1995, y Pozzessere (Testimone a rischio). 
En 1994 fue dirigida por su marido, Sergio Rubini, en la película Prestazione straordinaria. Fue dirigida por el director italiano Giuseppe Piccioni en cuatro películas, las más importantes fueron Cuori al verde (1996) y Fuori dal mondo, con la cual ganó su segundo premio David di Donatello. 
Ahora es una de las actrices más apreciadas en el cine europeo. En la película de Ferzan Özpetek El hada ignorante (o Las hadas ignorantes) interpreta brillantemente a una viuda que descubre que su marido ha tenido una historia de amor con un hombre durante los últimos siete años. Ganó un Cordón de Plata a la mejor interpretación. Con la película de Cristina Comencini Il più bel giorno della mia vita ganó otro Cordón de Plata, en esta ocasión como mejor actriz de reparto. Asimismo con la película de Paolo Virzì Caterina en Roma ganó un David como mejor actriz de reparto. Por su trabajo en la película Manuale d'amore de Giovanni Veronesi ganó su tercer Cordón de Plata) y su cuarto premio David di Donatello).
Por su interpretación en I giorni dell'abbandono de Roberto Faenza, ganó el premio Graal de Oro a la mejor interpretación como actriz dramática. La película Il caimano, de Nanni Moretti, presentada en 2006 en el Festival de Cine de Cannes, le hizo obtener el Ciak de Oro 2006 como mejor actriz protagonista. También ha obtenido el premio Ciak de oro por su participación como actriz protagonista en la película No basta una vida, de Ferzan Özpetek.

## Filmografía

### Películas
- La seconda notte, dirigida por Nino Bizzarri (1986)
- Domani accadrà, dirigida por Daniele Luchetti (1988)
- I giorni randagi, dirigida por Filippo Ottoni (1988)
- Nulla ci può fermare, dirigida por Antonello Grimaldi (1989)
- La stazione, dirigida por Sergio Rubini (1990)
- La settimana della Sfinge, dirigida por Daniele Luchetti (1990)
- Chiedi la luna, dirigida por Giuseppe Piccioni (1991)
- Maledetto il giorno che t'ho incontrato, dirigida por Carlo Verdone (1992)
- Condannato a nozze, dirigida por Giuseppe Piccioni (1993)
- Cominciò tutto per caso, dirigida por Umberto Marino (1993)
- Arriva la bufera, dirigida por Daniele Luchetti (1993)
- Prestazione straordinaria, dirigida por Sergio Rubini (1994)
- Le fils préféré, dirigida por Nicole Garcia (1994)
- Il cielo è sempre più blu, dirigida por Antonello Grimaldi (1995)
- Facciamo paradiso, dirigida por Mario Monicelli (1995)
- Cuori al verde, dirigida por Giuseppe Piccioni (1996)
- Va' dove ti porta il cuore, dirigida por Cristina Comencini (1996)
- Testimone a rischio, dirigida por Pasquale Pozzessere (1996)
- Lilli e il vagabondo (1997) - voce
- Dolce far niente, dirigida por Noe Caranfil (1998)
- Fuori dal mondo, dirigida por Giuseppe Piccioni (1999)
- Tutto l'amore che c'è, dirigida por Sergio Rubini (2000)
- L'ombra del gigante, dirigida por Roberto Petrocchi (2000)
- Controvento, dirigida por Peter Del Monte (2000)
- Le fate ignoranti, dirigida por Ferzan Özpetek (2001)
- Il più bel giorno della mia vita, dirigida por Cristina Comencini (2002)
- Ma che colpa abbiamo noi, dirigida por Carlo Verdone (2003)
- Caterina va in città, dirigida por Paolo Virzì (2003)
- L'amore ritorna, dirigida por Sergio Rubini (2004)
- Il siero della vanità, dirigida por Alex Infascelli (2004)
- Manuale d'amore, dirigida por Giovanni Veronesi (2005)
- I giorni dell'abbandono, dirigida por Roberto Faenza (2005)
- Il caimano, dirigida por Nanni Moretti (2006)
- La sconosciuta, dirigida por Giuseppe Tornatore (2006)
- Commediasexi, dirigida por Alessandro D'Alatri (2006)
- Saturno contro, dirigida por Ferzan Özpetek (2007)
- Giorni e nuvole, dirigida por Silvio Soldini (2007)
- Due partite, dirigida por Enzo Monteleone  (2009)
- Lo spazio bianco, dirigida por Francesca Comencini  (2009)
- L'uomo nero, dirigida por Sergio Rubini  (2009)
- Genitori & figli - Agitare bene prima dell'uso, dirigida por Giovanni Veronesi(2010)
- Happy Family, dirigida por Gabriele Salvatores (2010)
- Matrimoni e altri disastri, dirigida por Nina Di Majo (2010)
- Habemus Papam, dirigida por Nanni Moretti (2011)
- Com'è bello far l'amore, dirigida por Fausto Brizzi (2012) Cameo
- Magnifica presenza, dirigida por Ferzan Özpetek (2012)
- Viaggo sola, dirigida por Maria Sole Tognazzi (2013)
- Mi rifaccio vivo, dirigida por Sergio Rubini (2013)
- Io donna, dirigida por Pino Quartullo (2013)
- La gente che sta bene, dirigida por Francesco Patierno (2014)
- Mia madre, dirigida por Nanni Moretti (2015)
- Pecore in erba, de Alberto Caviglia (2015)
- Io e lei, de Maria Sole Tognazzi (2015)
- Nemiche per la pelle, de Luca Lucini (2016)
- Questi giorni, de Giuseppe Piccioni (2016)
- La vita possibile, de Ivano De Matteo (2016)
- Come diventare grandi nonostante i genitori, de Luca Lucini (2016)
- Piccoli crimini coniugali, de Alex Infascelli (2017)
- Io c'è, de Alessandro Aronadio (2018)
- Moschettieri del re - La penultima missione, de Giovanni Veronesi (2018)
- Tutti per 1 - 1 per tutti, de Giovanni Veronesi (2020)
- Tres pisos, de Nanni Moretti (2021)
- Il silenzio grande, de Alessandro Gassmann (2021)
- 7 donne e un mistero, de Alessandro Genovesi (2021)
- Esterno notte, de Marco Bellocchio (2022)
- El primer día de mi vida, de Paolo Genovese (2023)
- El sol del futuro, de Nanni Moretti (2023)

### Televisión
- Flipper (1983) - Película para la televisión
- Diciottanni - Versilia 1966 (1986) - Serie de televisión
- Una grande storia d'amore (1987) - Película para la televisión
- La vita che verrà (1999) - Miniserie de televisión
- Incompreso (2002) - Miniserie de televisión
- Maigret: La trappola (2004) - Película para la televisión
- Maigret: L'ombra cinese (2004) - Película para la televisión
- Amiche mie (12 episodios, 2008)
- Pinocchio (2008) - Película para la televisión
- In Treatment (tercera temporada, 2017) - Serie de televisión
- Made in Italy (8 episodios, 2019) - Serie de televisión

### Documentales
- Margherita. Ritratto confidenziale (2003)

## Vida personal
Su matrimonio con Sergio Rubini terminó hace varios años. En 2001, fruto de su relación con Renato De Angelis, tuvo a su primera hija, Caterina.

## Premios y distinciones
Festival Internacional de Cine de Venecia
| Año  | Categoría                  | Película         | Resultado |
| ---- | -------------------------- | ---------------- | --------- |
| 2009 | Premio Francesco Pasinetti | Lo spazio bianco | Ganadora  |

Festival Internacional de Cine de San Sebastián
| Año  | Categoría                         | Película                  | Resultado |
| ---- | --------------------------------- | ------------------------- | --------- |
| 1990 | Concha de Plata a la mejor Actriz | La settimana della sfinge | Ganadora  |